# نسرين بركات
نسرين بركات (1968 -) سياسية ووزيرة أردنية. شغلت منصب وزير التنمية الإجتماعية في حكومة عون الخصاونة من (24 أكتوبر 2011 - 26 أبريل 2012) ومنصب وزير تطوير القطاع العام في حكومة سمير الرفاعي الثانية (24 أكتوبر 2010 - 9 فبراير 2011).

## المؤهلات العلمية
- بكالوريوس في علم الكمبيوتر وتكنولوجيا المعلومات من الجامعة الأردنية.[2]

- درجة الماجيستير في إدارة الأعمال من جامعة درم في بريطانيا.

## المناصب
- وزير التنمية الاجتماعية من 2011-2012[1]
- مدير عام صندوق المعونة الوطنية 2010 .
- وزير تطوير قطاع عام في حكومة سمير الرفاعي الثانية.
- مؤسسة ومديرة شركة نحو التميز للاستشارات.
- مديرة محور دعم السياسات والتقوية المؤسسية / برنامج اجادة الممول من الاتحاد الأوروبي.
- مديرة وحدة التنافسية - وزارة التخطيط والتعاون الدولي.
- عضو مجلس امانة عمان الكبرى.
- عضو مجلس إدارة جمعية صاحبات الأعمال والمهن.
- عضو مجلس المنافسة الوطني.
- عضو مجلس إدارة الصندوق الوطني لدعم المؤسسات.
- عضو مؤسس في جمعية الأردن لحوكمة الشركات.